# Heminothrus leleupi
Heminothrus leleupi är en kvalsterart som först beskrevs av Balogh 1958.  Heminothrus leleupi ingår i släktet Heminothrus och familjen Camisiidae. Inga underarter finns listade i Catalogue of Life.